# Élections législatives camerounaises de 2007
Des élections législatives ont eu lieu au Cameroun le 22 juillet 2007, en même temps que les élections municipales.

## Candidats
La date limite fixée pour le dépôt des candidatures, prévue le 9 mai, a été reportée au 14 mai. Chaque candidat doit déposer une caution de 500 000 francs Cfa.
1 274 candidats, issus de 41 partis politiques se présentent.

## Résultats et contestations
Selon les résultats provisoires, le Rassemblement démocratique du peuple camerounais (RDPC) du président Paul Biya a remporté au moins 152 des 180 sièges de l'Assemblée nationale, contre moins d'une vingtaine à l'opposition.
L'opposition conteste ces résultats, évoquant des fraudes massives. Les partis politiques camerounais ont déposé en tout 103 recours en annulation partielle. Le président du Social Democratic Front (SDF, opposition) John Fru Ndi a réclamé le 31 juillet leur annulation.